# Antracen
Antracen je čvrsti policiklični aromatični ugljovodonik koji se sastoji od tri spojena benzenska prstena. On je komponenta kameno-ugljene smole. Antracen se koristi u proizvodnji crvene boje alizarina i drugih boja. Antracen je bezbojan ali pokazuje plavi (400-500  fluorescentni pik) pod ultraljubičastim svetlom.

## Proizvodnja
Antracen se komercijalno dobija iz ugljene smole. Uobičajene nečistoće su fenantren i karbazol. Klasični laboratorijski metod pripreme antracena je ciklodehidratacija o-metil- ili o-metilen-supstituisanih diarilketona takozvanom Elbsovom reakcijom.

## Reakcije
Antracen se fotodimerizuje dejstvom UV svetlosti:
Dimer je vezan parom novih ugljenik-ugljenik veza, koje su rezultat [4+4] cikloadicije. Dimer se vraća u antracen termički ili uz pomoć UV zračenja ispod 300 . Reverzibilna dimerizacija i fotohromske osobine antracena su baza za više oblika potencijalne primene. Supstituisani derivati antracena se slično ponašaju. Na reakciju utiče prisustvo kiseonika.

## Spoljašnje veze
- Интернационална карта хемијске безбедности 0825
- - Monograf 32